# Iva Slonjšak

Iva Slonjšak, née le 16 avril 1997 à Zagreb est une joueuse de basket-ball croate évoluant au poste d'ailière.